# Franz Stahr
Franz Stahr (* 9. Juli 1842 in Zielonka, Provinz Posen; † 11. April 1904 in Berlin) war ein deutscher Sanitätsoffizier.

## Leben
Stahr studierte 1861–1865 am  Medicinisch-chirurgischen Friedrich-Wilhelm-Institut. 1861 schloss er sich dem Pépinière-Corps Franconia an. Im März 1865 wurde er zum Dr. med. promoviert. Im Mai 1866 zum Assistenzarzt befördert, nahm er am  Deutschen Krieg teil. Mit dem IV. Armee-Korps zog er in den  Deutsch-Französischen Krieg. Danach war er vier Jahre Stabsarzt in der Kaiser-Wilhelm-Akademie. Von 1875 bis 1883 diente er in zwei Infanterie-Regimentern (Nr. 49 und Nr. 54). 1876 unternahm er eine sechsmonatige Wissenschaftsreise nach Frankreich, in die Schweiz und nach Italien. 1883 wurde er als Oberstabsarzt und Garnisonsarzt nach Kassel versetzt. 1889/90 war er Referent in der Medizinalabteilung des Preußischen Kriegsministeriums. 
Ende Dezember 1890 zum Generalarzt II. Klasse befördert, wurde er als Korpsarzt zum I. Armee-Korps in  Königsberg i. Pr. versetzt. Am 18. April 1895 erhielt er den Charakter als Generalarzt I. Klasse. Im Kriegsministerium wurde er Abteilungschef (1897) und Subdirektor (1900). Im August 1901 erhielt er den Rang als Generalmajor. Zwei Jahre später wurde er verabschiedet. Er starb mit 62 Jahren.